# 목금토 그리고 월화수
《목금토 그리고 월화수》는 1984년 6월 10일에 MBC TV에서 방영되었던 베스트셀러극장이다.

## 줄거리
동일그룹 홍 회장(정욱)의 양녀인 연수(나영희)는 훌륭한 신랑감을 만나기 위해 자신의 신분을 위장한 채 지내다가 동일실업 사원인 윤구(김추련)를 고속버스 안에서 만난다.
윤구는 거액의 돈과 중요 서류가 든 홍 회장의 가방을 잃어버려 금토일 그리고 월화수 6일 안에 가방을 찾아내라는 명령을 받고 설악산으로 가는 중이었는데...

## 출연
- 김추련
- 나영희
- 정욱
- 이수나
- 홍성민
- 유판웅
- 강성욱
- 백인철
- 차윤회
- 조형기
- 박경순
- 이은철
- 김흥수
- 김주승
- 김지원
- 강수영